# Gislaved (đô thị)
Đô thị Gislaved (tiếng Thụy Điển: Gislaved kommun) là một đô thị ở hạt Jönköping của Thụy Điển. Thủ phủ là thị xã Gislaved. Dân số thời điểm 31 tháng 12 năm 2000 là 30407 người.